# Tramway de Tcheremouchki
Le tramway de Tcheremouchki est le réseau de tramways de la ville de Tcheremouchki (Khakassie), en Russie. Le réseau est composé d'une unique ligne, longue de 5,5 km.